# Aghaboe
Aghaboe (irl. Achadh Bhó, co znaczy pole krów) – wieś i parafia w hrabstwie Laois w Irlandii położona przy drodze R434 na zachód od Abbeyleix.

## Historia klasztoru
Klasztor założył w 567 roku św. Kanizjusz. Splądrowany w 913 roku i odbudowany w 1052, został spalony w 1160 i ponownie odbudowany w 1234 roku dla zakonu św. Augustyna. W 1346 roku jednooki Diarmaid Mac Giollaphádraig... z pomocą the Uí Céarbhail... spalił Aghaboe i cmentarz, i kościół, i okrutnie potraktował św. Kanizjusza, opata, patrona i założyciela tego miejsca, on, jak wyrodny syn swojemu ojcu, spalił i całkowicie zniszczył najokrutniejszym ogniem, kaplicę świętego, jego kości i relikwie.
W 1382 roku klasztor odbudował Finghan MacGillapatrick dla zakonu dominikanów, a pierwszym przeorem został John O'Foelan pochodzący z tutejszego Królestwa Ossory (Kingdom of Osraige). W 1540 roku na mocy dekretu króla Henryka VIII klasztor rozwiązano.
Od XVIII wieku w miejscu klasztoru znajduje się tu kościół Kościoła Irlandii.